# Robbie Rogers
Robert Hampton Rogers III (ur. 12 maja 1987 w Rancho Palos Verdes, w Stanach Zjednoczonych) – amerykański piłkarz występujący najczęściej na pozycji ofensywnego pomocnika. Od 2013 jest zawodnikiem Los Angeles Galaxy.

## Wczesne lata
Urodził się jako syn Roberta i Theresy Rogersów. Jego rodzina od strony matki pochodzi z miasta Dublin w stanie Ohio. Piłkarz urodził się w szpitalu w kalifornijskim Rancho Palos Verdes i uczęszczał do Mater Dei High School w niedalekiej Santa Anie. Ma trzy siostry, Alicię, Nicole i Katie, a także brata Timmy’ego.
Przez jeden sezon występował w uniwersyteckiej drużynie Maryland Terrapins z University of Maryland, College Park. Zespół ten występował w rozgrywkach USL Premier Development League. Przez krótki czas grał też w Orange County Blue Star.

## Kariera klubowa
Rogers w sierpniu 2006 podpisał profesjonalny kontrakt z holenderskim zespołem sc Heerenveen. Tam nie wystąpił jednak ani razu i przed rozpoczęciem sezonu 2007 wrócił do ojczyzny. Niebawem podpisał kontrakt z Columbus Crew, występującym w pierwszej lidze amerykańskiej – MLS. Był ważnym zawodnikiem zespołu i pomógł klubowi z Columbus zdobyć MLS Supporters' Shield i MLS Cup w 2008. W tym samym roku wybrano go do MLS Best XI, czyli najlepszej jedenastki minionego sezonu ligowego. Podczas następnych rozgrywek po raz drugi zdobył MLS Supporters' Shield.

### Statystyki klubowe
| Klub          | Sezon     | Rozgrywki              | Liga    | Liga | Play-offy | Play-offy |
| Klub          | Sezon     | Rozgrywki              | Występy | Gole | Występy   | Gole      |
| ------------- | --------- | ---------------------- | ------- | ---- | --------- | --------- |
| Columbus Crew | 2010      | Major League Soccer    | 0       | 0    | 0         | 0         |
| Columbus Crew | 2009      | Major League Soccer    | 22      | 1    | 2         | 0         |
| Columbus Crew | 2008      | Major League Soccer    | 28      | 6    | 4         | 1         |
| Columbus Crew | 2007      | Major League Soccer    | 10      | 3    | –         | –         |
| Heerenveen    | 2006–2007 | Eredivisie             | 0       | 0    | –         | –         |
| Orange County | 2005      | PDL Southwest Division | 3       | 0    | –         | –         |

Ostatnia aktualizacja: 1 stycznia 2010.

## Kariera reprezentacyjna
W latach 2004–2007 rozegrał 15 spotkań dla reprezentacji Stanów Zjednoczonych U-20. Wystąpił w Mistrzostwach Świata U-20 w 2007. Został powołany przez trenera Piotra Nowaka na Igrzyska Olimpijskie 2008. Do dorosłej reprezentacji selekcjoner Bradley powołał go w 2009 roku. Rogers występował na Złotym Pucharze CONCACAF 2009, kiedy to został bohaterem grupowego meczu z Grenadą – zaliczył gola i dwie asysty, a "The Yanks" wygrali ostatecznie 4:0. 11 maja 2010 został powołany do szerokiej kadry na Mundial 2010.

### Statystyki reprezentacyjne
| Reprezentacja | Rok  | Mecze | Gole |
| ------------- | ---- | ----- | ---- |
| USA           | 2010 | 2     | 0    |
| USA           | 2009 | 9     | 1    |

Ostatnia aktualizacja: 23 maja 2010.

## Życie prywatne
Jego ulubionym sportowcem jest Zlatan Ibrahimović.
W lutym 2013 oświadczył publicznie, że jest gejem. 31 grudnia 2016 zaręczył się z Gregiem Berlantim. Pobrali się rok później.